# Mémoire d'encrier
Mémoire d'encrier est une maison d’édition fondée à Montréal au Canada en 2003.

## Histoire et catalogue
Mémoire d'encrier est une maison d’édition indépendante fondée en mars 2003 à Montréal, au Canada, par l’écrivain et éditeur Rodney Saint-Éloi,. Elle publie de la fiction tels que des romans, des récits et des nouvelles ainsi que de la poésie, des essais, des chroniques et de la littérature jeunesse. Le catalogue compte près de 300 titres et rassemble des œuvres d’auteurs de différents horizons, dont des Premières Nations, des Canadiens, des Haïtiens, des Français, des Sénégalais, des Palestiniens, des Congolais et des Algériens,.

## Auteurs
- Abdourahman A. Waberi
- Alain Mabanckou
- Alfred Alexandre
- André Corten
- Anténor Firmin
- Anthony Phelps
- Bernard Magnier
- Bertrand Laverdure
- Blaise Ndala
- Boubacar Boris Diop
- Carl Brouard
- Céline Nannini
- Chloé LaDuchesse
- Christiane Ndiaye
- Claude C. Pierre
- Claude Dauphin
- Claude-Andrée L’Espérance
- Dany Laferrière
- Davertige
- Domingo Cisneros
- Dominique Batraville
- Édouard Glissant
- Edwige Danticat
- Emmanuel Eugène
- Emmelie Prophète
- Emné Nasereddine
- Ernest Pépin
- Étienne Tassin
- Evains Wêche
- Felwine Sarr
- Fernando Ortiz Fernández
- Flavia Garcia
- Françoise Naudillon
- Frankétienne
- Franz Benjamin
- Gary Klang
- Gary Victor
- Georges Castera
- Gérald Bloncourt
- Gilles Bibeau
- Guillaume Lavallée
- Guy Poitry
- H. Nigel Thomas
- Hédi Bouraoui
- Hyam Yared
- Ida Faubert
- Isaac Bazié
- Isabelle Duval
- Issa J. Boullata
- Jackie Kay
- Jacques Roumain
- James Noël
- Jan J. Dominique
- Jean Bernabé
- Jean Désy
- Jean Florival
- Jean Metellus
- Jean Morisset
- Jean Price-Mars
- Jean Sioui
- Jean-Claude Charles
- Jean-Claude Fignolé
- Jean-Pierre Gorkynian
- Jean-François Létourneau
- Jidi Majia
- Joe Jack
- Joey Comeau
- José Acquelin
- Joseph Ki-Zerbo
- Joséphine Bacon
- Joubert Satyre
- Julien Delmaire
- Kamau Brathwaite
- Katherena Vermette
- Khireddine Mourad
- Laura Doyle Péan
- Laure Morali
- Leïla Benhadjoudja
- Léon-François Hoffmann
- Léonora Miano
- Leslie Péan
- Lilian Pestre de Almeida
- Lilian Thuram
- Lise Gauvin
- Lomomba Emongo
- Lorrie Jean-Louis
- Louis-Karl Picard-Sioui
- Louis-Michel Lemonde
- Louis-Philippe Dalembert
- Lyonel Trouillot
- Magloire Saint-Aude
- Mahigan Lepage
- Makenzy Orcel
- Marc Alexandre Oho Bambe
- Marie Hélène Poitras
- Marie-Célie Agnant
- Marie-Hélène Cousineau
- Maryse Condé
- Maurizio Gatti
- Max H. Dorsinville
- Max Jeanne
- Max U. Duvivier
- Mélikah Abdelmoumen
- Michel Peterson
- Michel Soukar
- Michèle Duvivier Pierre-Louis
- Miguel Duplan
- Mimi et Gérard Barthélémy
- Mona Latif-Ghattas
- Monique Durand
- Myrtelle Devilmé
- Nadia Ghalem
- Nafissatou Dia Diouf
- Naomi Fontaine
- Natasha Kanapé Fontaine
- Nathanaël
- Nicole Brossard
- Normand Baillargeon
- Normand Génois
- Olivia Tapiero
- Ouanessa Younsi
- Paola Ghinelli
- Pierre Emmanuel
- Rachel Bouvet
- Raphaël Confiant
- Raymond Chassagne
- René Victor
- Rita Joe
- Rita Mestokosho
- Rodney Saint-Éloi
- Roger Dorsinville
- Roger Toumson
- Romain Cruse
- Roussan Camille
- Salah El Khalfa Beddiari
- Samian
- Sean Mills
- Sébastien Doubinsky
- Serge Lamothe
- Seymour Mayne
- Simon Harel
- Stanley Péan
- Stéphane Douailler
- Thomas C. Spear
- Thomas King
- Valérie Forgues
- Valérie Marin La Meslée
- Valérie Thibault
- Verly Dabel
- Violaine Forest
- Virginia Pésémapeo Bordeleau
- Wayne Grady
- Willems Édouard
- Yanick Jean
- Yanick Lahens
- Yara El-Ghadban

## Coéditions
En 2014, les Editions Mémoire d'Encrier participent à une coédition solidaire pour l'Océan Indien, avec un « livre équitable ». Il s'agit de Mes étoiles noires, de Lilian Thuram. La coédition se fait avec 12 autres maisons d'édition : Barzakh, Edilis, Ganndal, Graines de Pensée, Jamana, Jeunes Malgaches, Papyrus Afrique, Presses Universitaires d'Afrique, Ruisseaux d'Afrique, Sankofa & Gurli et Tarik. 

## Annexe